# Synagoga v Dzierżoniowě
Synagoga v Dzierżoniowě se nachází na adrese Ignace Krasickiego 28, v centrální části města Dzierżoniów v Dolnoslezském vojvodství v Polsku. Od roku 1994 je zapsána do polského registru památkových objektů.

## Historie

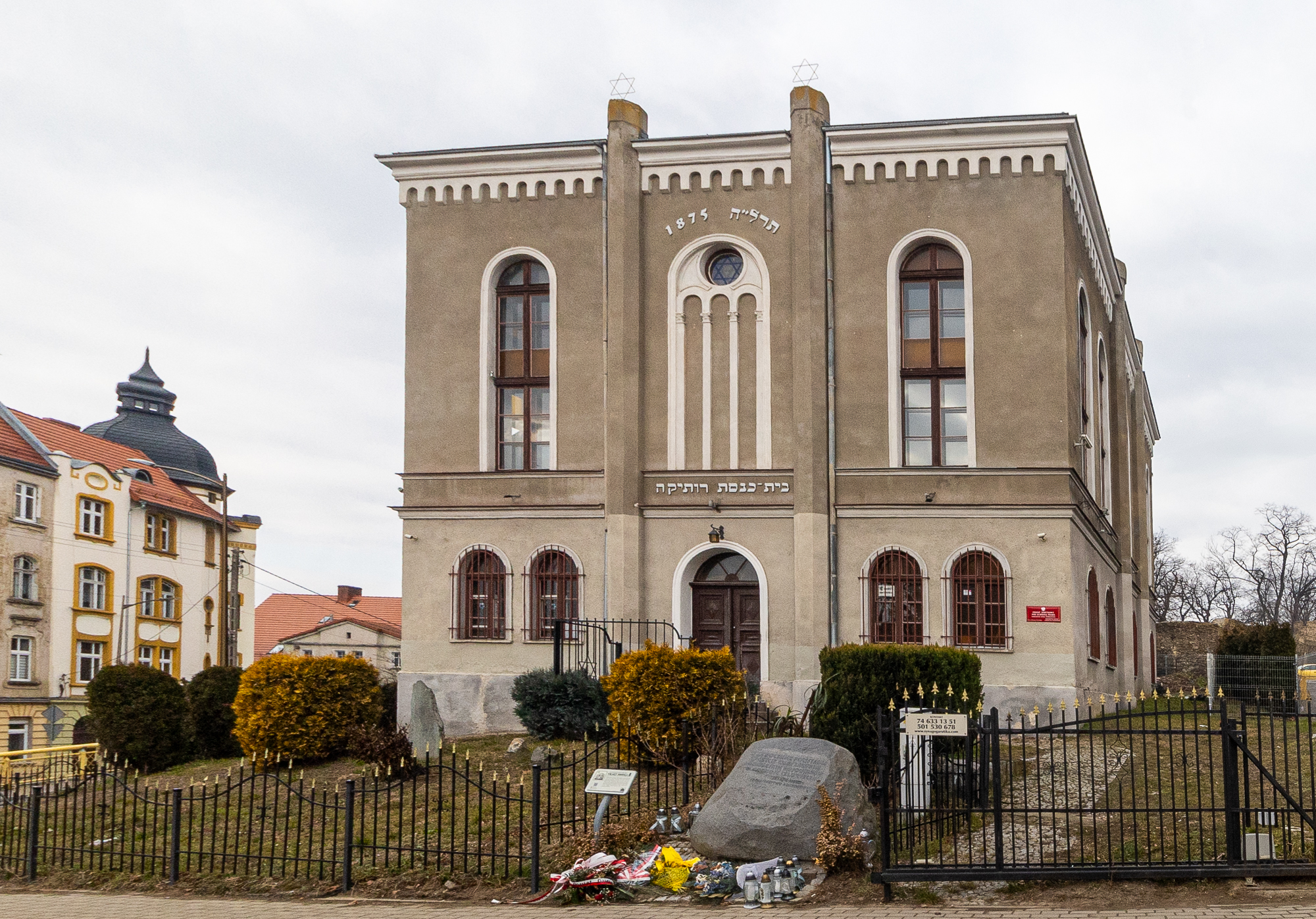
Přední část synagogy

Synagoga byla vybudována v roce 1875. 

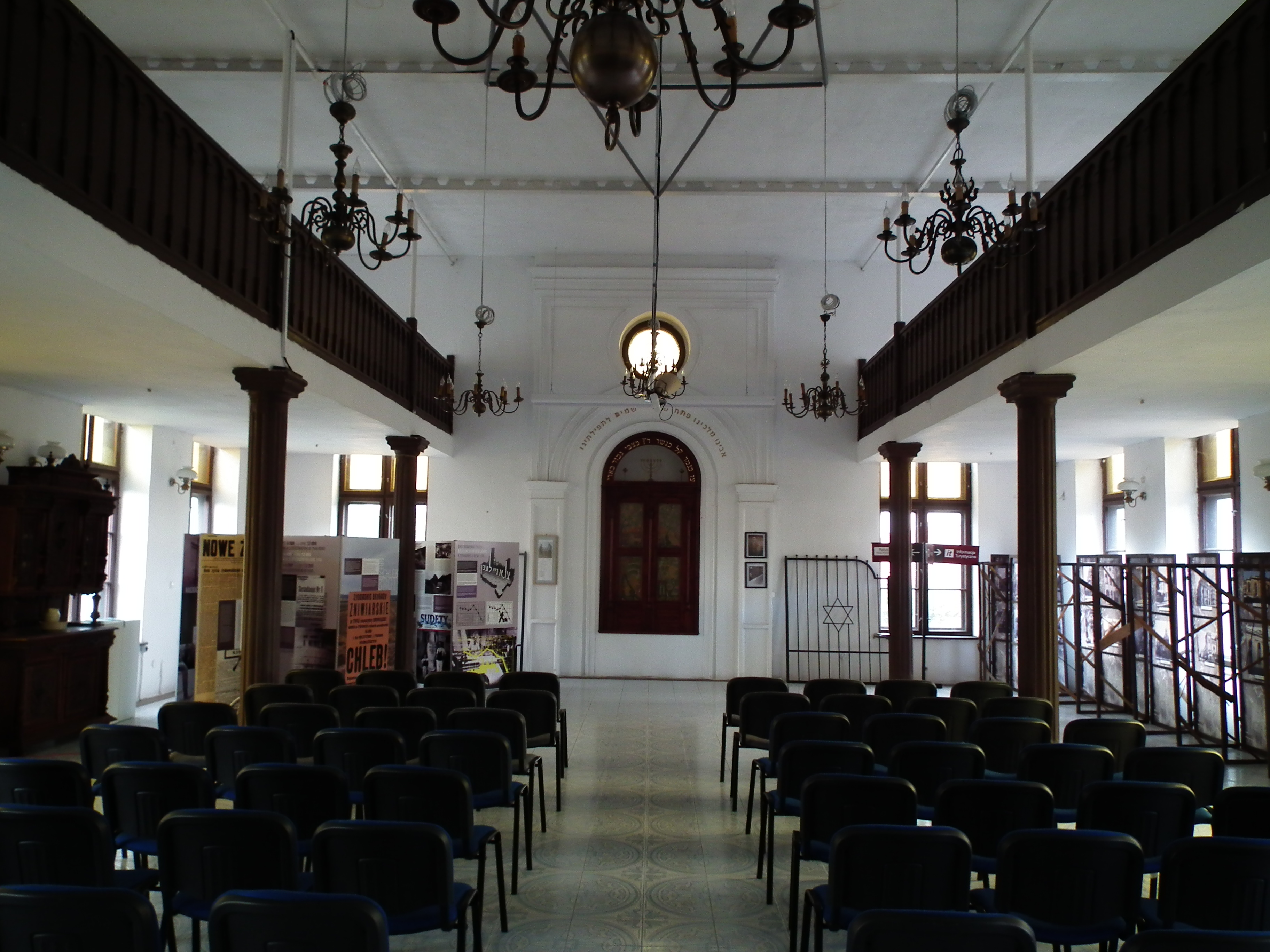
Interiér synagogy

Za vlády nacistů bylo v roce 1937 státní mocí místní židovské obci znemožněno využívání synagogy a celý objekt s přilehlým židovským hřbitovem byl v dražbě prodán místnímu zahradníkovi Konradu Springerovi. Po skončení druhé světové války v červnu 1945 musel Springer budovu bezúplatně předat regionálnímu židovskému výboru v Rychbachu (Dzierżoniowě). Synagoga od té doby sloužila opět židovské obci své funkci. Následovala velmi rychlá obnova zubožené stavby a úpravy pro potřeby věřících. 
V letech 1968–1980 se zde bohoslužby konaly jen nepravidelně a návštěvníků synagogy postupně ubývalo. Počet bohoslužeb klesal, až v letech 1980–1989 byl provoz synagogy zastaven úplně. Na počátku 80. let 20. století se z iniciativy místních Židů a členů Spolku přátel Dzierżoniówa pod patronací městské rady zrodila myšlenka přeměnit budovu na regionální muzeum. 
Na konci 90. let 20. století se synagoga stala majetkem židovské obce ve Vratislavi. Tím, jak se upouštělo od rekonstrukčních a zabezpečovacích prací, se stav budovy postupně zhoršoval. 
V roce 2004 poškodil část synagogy požár. V lednu 2007 se novým vlastníkem budovy stala Beiteinu Chai Foundation...“ a aktivity v synagoze, konané pro místní židovskou komunitu, se postupně obnovují.